# Baculentulus umesaoi
Baculentulus umesaoi är en urinsektsart som först beskrevs av Imadaté 1965.  Baculentulus umesaoi ingår i släktet Baculentulus och familjen lönntrevfotingar. Inga underarter finns listade.